# Grand Vallat (fleuve)
 (octobre 2013).
Pour les articles homonymes, voir Grand Vallat.
Le Grand Vallat est un petit fleuve côtier du département français du Var, en région Provence-Alpes-Côte d'Azur, qui mesure 16,2 kilomètres.

## Géographie
Il naît de la conjonction du Gourganon, ruisseau en provenance du Beausset (quartier de Sainte Magdeleine) et de la Daby (5,6 km) en provenance du lieu-dit éponyme. Son tracé emprunte le fond d’une vallée encaissée, sous le promontoire du Castellet. Son principal affluent est la Ragle avec laquelle il se conjugue[réf. nécessaire] et devient l’Aren qui longe l’autoroute A50 pendant 5 kilomètres. Celui-ci se jette dans la baie de Bandol.

## Communes traversées
Dans le seul département du Var, le Grand Vallat traverse cinq communes :
- Sanary-sur-Mer, Bandol, La Cadière-d'Azur, Le Castellet, Le Beausset.

## Affluents
Le Grand Vallat a quatre affluents référencés :
- la Daby (rd) 5,6 km sur les deux communes de Le Castellet, Le Beausset.
- la Jaume (rg) 4 km sur les quatre communes de Évenos, La Cadière-d'Azur, Le Castellet, Le Beausset.
- le ruisseau des Hautes (rd) 0,8 km sur la seule commune de La Cadière-d'Azur.
- le vallon de Poutier (rd) 3,3 km sur les deux communes de Bandol, La Cadière-d'Azur.